# Vahi (Tabivere)
Vahi – wieś w Estonii, w prowincji Jõgeva, w gminie Tabivere.